# Cave PC Based
Cave PC Based es una Placa de arcade creada por Cave.

## Descripción
El Cave PC Based fue lanzada por Cave en 2009.
El sistema es básicamente un PC. cuenta con un procesador AMD Athlon 64 X2 5050e core Brisbane de 2.60GHz, con una Caché L2 de 1024KB, 2GB de memoria RAM DDR2 de 800MHz, utiliza la tarjeta de video integrada que trae la placa madre, una Ati Radeon HD3200, al igual que la tarjeta de sonido, una Realtek ALC1200, todo en una placa madre ASUS M3A78-EM.
Esta placa alberga el juego Deathsmiles II.

## Especificaciones técnicas

### Procesador
- AMD Athlon 64 X2 5050e core Brisbane de 2.60GHz

### Memoria RAM
- 2GB DDR2 de 800MHz

### Tarjeta de Video
- Ati Radeon HD3200 (integrada a la placa madre)

### Placa Madre
- ASUS M3A78-EM

### Audio
- - Realtek ALC1200

## Lista de videojuegos
- Deathsmiles II (2009)